# Вишкович, Радован
Радован Вишкович (серб. Радован Вишковић; род. 1 февраля 1964, Власеница) — боснийский и сербский политик, премьер-министр Республики Сербской с 18 декабря 2018 года. Член Союза независимых социал-демократов.
Вишкович является председателем парламентской группы СНСД в Народной скупщине Республики Сербской. 2 ноября 2018 года Милорад Додик, председатель СНСД, объявил, что Вишкович будет его кандидатом на пост премьер-министра Республики Сербской, сменив Жельку Цвиянович, которая успешно баллотировалась на пост Президента Республики Сербской.
Правительство Радована Вишковича было сформировано 18 декабря 2018 года. Оно стало шестнадцатым по счёту правительством Республики Сербской.
При голосовании в Народной скупщине 54 депутата поддержали кандидатуру Радована Вишковича на пост главы правительства, девять проголосовали против, а четыре воздержались. За предложенный Вишковичем состав кабинета министров проголосовали 54 депутата, 13 высказались против, а два — воздержались.